# Buisdorf

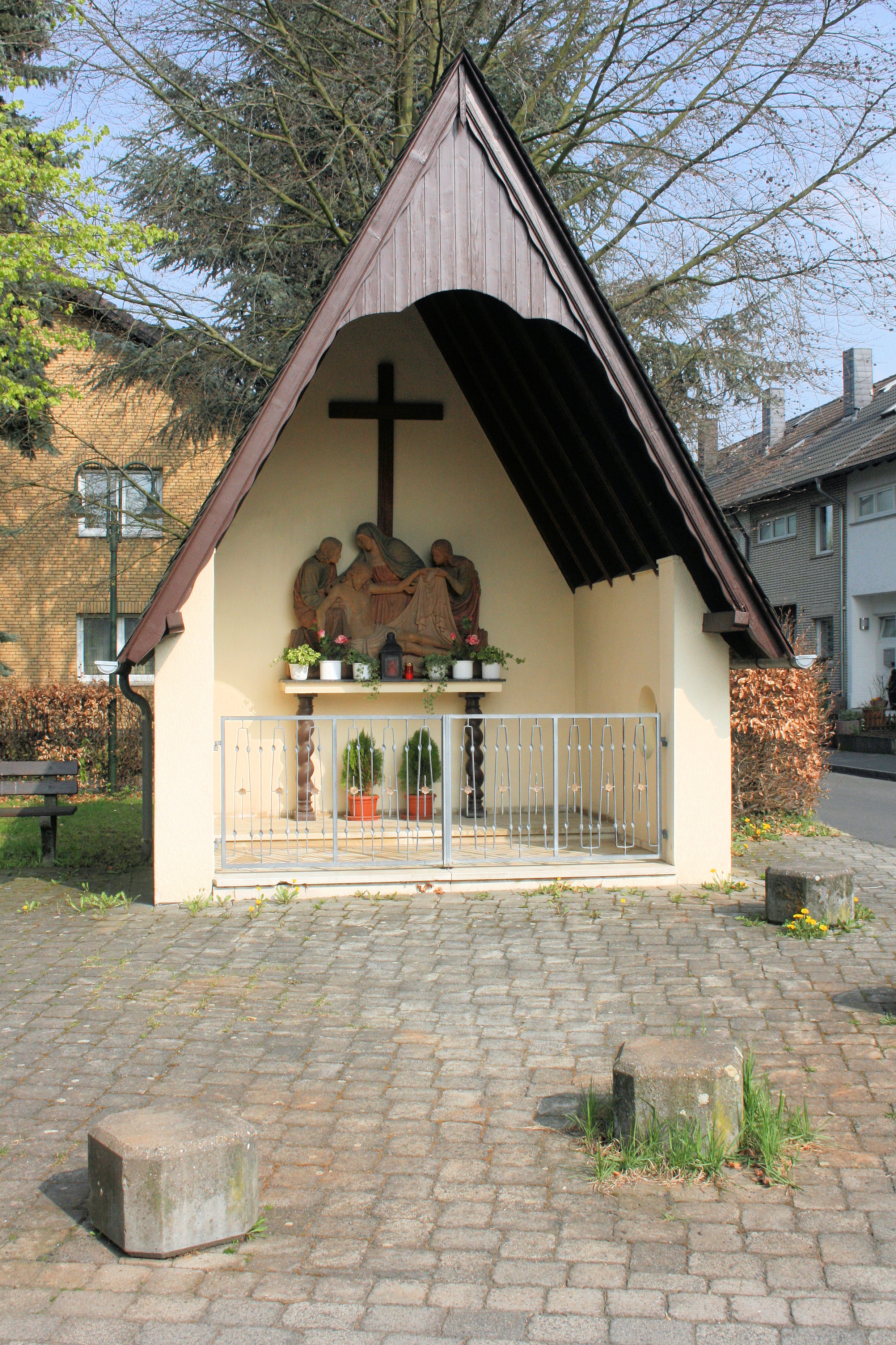
Het "Heiligenhäuschen" (huisje van de heiligen)

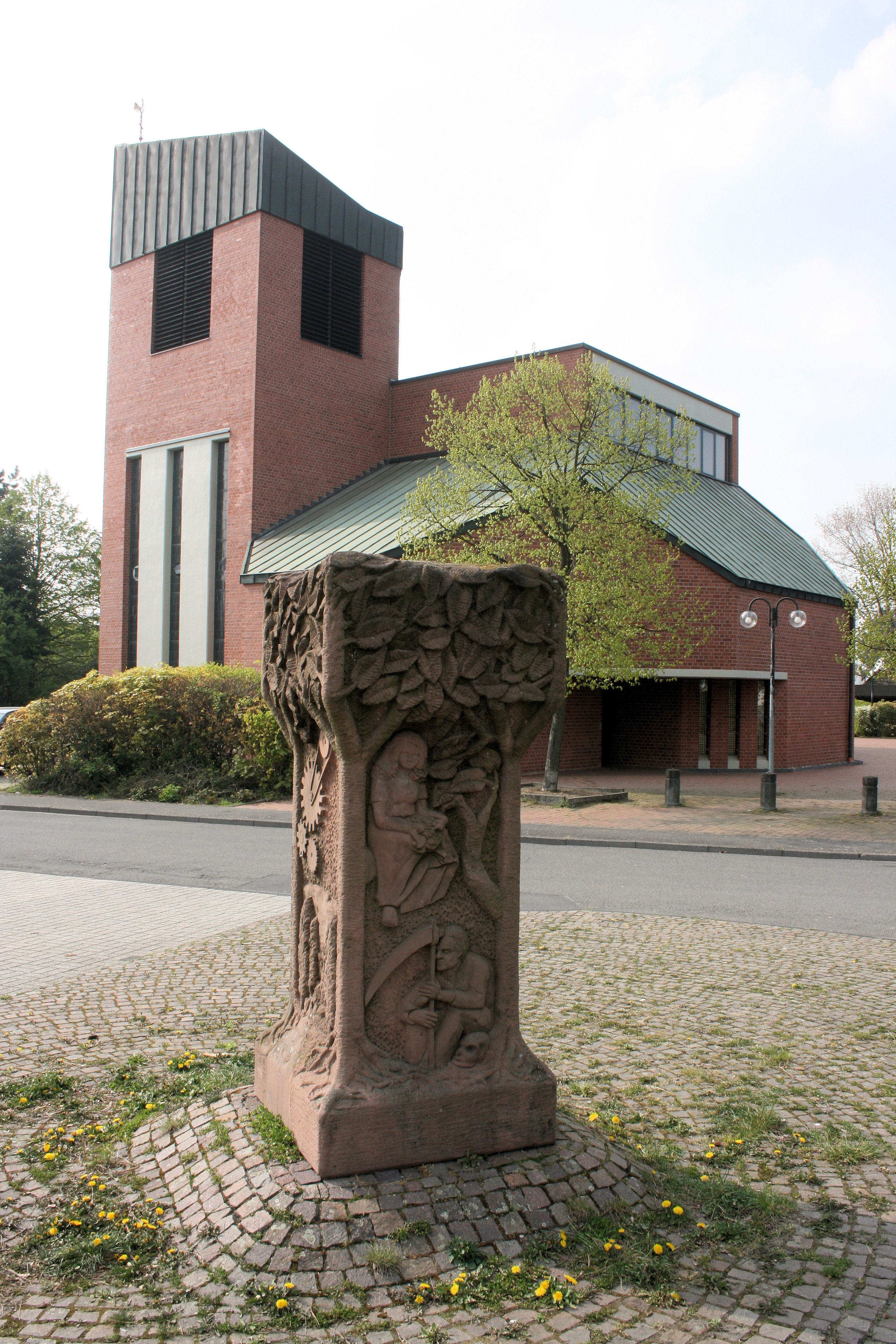
Sint-Joriskerk

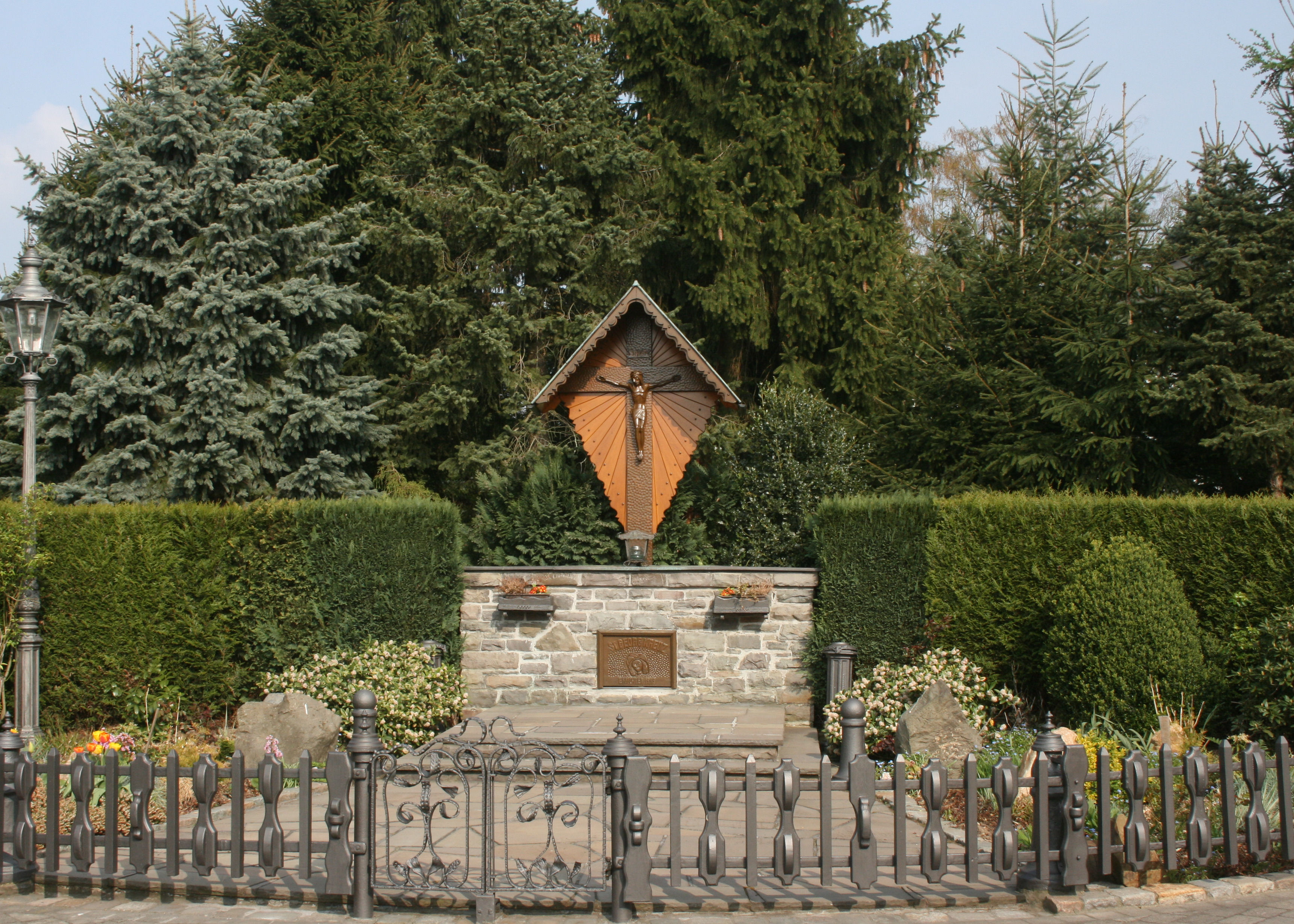
Een kruis van Sint-Joris

Buisdorf (uitgesproken als Buusdorf) is een stadsdistrict van Sankt Augustin in het Rhein-Sieg-Kreis in de Duitse deelstaat Noordrijn-Westfalen. De districtsburgemeester is sinds 2009 Bernhard Müller en hij is daarmee de opvolger van Regina Ridder-Krause die sinds maart 2008 dit beroep uitoefende.

## Ligging
Buisdorf ligt in het oosten van de stad, direct ten zuiden van de grens met de Kreisstadt Siegburg, en ligt op de linkeroever van de Sieg. Het stadsdistrict wordt door de Siegspoorlijn in een groter noordelijk deel en in een kleiner zuidelijk deel opgedeeld. Tot 1969 was Buisdorf een zelfstandige gemeente.

## Geschiedenis
In de omgeving van het huidige district was er reeds in de prehistorie een nederzetting aanwezig vanwege de gunstige bodem ten noorden en ten zuiden van de Sieg. Dit werd bewezen door enkele grafgiften uit de periode 1000-150 v. Chr. bij het onderzoeken van enkele graven. Wat de Frankische tijd en de middeleeuwen betreft, zijn er pas bewijzen voor een nederzetting in 500 n. Chr. De oudst bekende bron van de regio onder de naam "Bodestorp" dateert uit 722/723.
De abdij van Michaëlsberg, die in 1066 was ingewijd, zorgde ervoor dat Buisdorf de status van grensplaats kreeg van een "Burgbann" bij het klooster van Siegburg. Toen keizer Frederik I Barbarossa op 9 mei 1174 zijn bezittingen in het klooster van Siegburg vastlegde, behoorde het huidige Buisdorf met zijn tienden en rechtsgebied tot de abt van Siegburg. Toen de abdij van Siegburg in 1676 dan haar rijksvrijheid verloor en toen ze deel van het hertogdom Berg werd, moest Buisdorf zijn tienden aan de kerk van Niederpleis afgeven.
Vrijwel de hele veestapel stierf in 1754 uit door een epidemie. Toen de epidemie in de herfst van het jaar eindigde, werd er op 23 april 1755 werd een kruis opgezet ter ere van de heilige Sint-Joris.
De Sieg werd voor het eerst overbrugd in 1772 met een houten brug door Theodor von der Pfalz. De veerdienst werd pas op 10 februari 1855 stopgezet toen er stenen brug kwam.
De eigendommen in Buisdorf en omgeving ondergingen een plotse verandering toen de abdij van Siegburg in 1803 opgeheven werd. Grote delen van het gebied kwamen in privébezit. Door ernstige overstromingsschade besloot de gemeente Buisdorf in 1843 om de eerste dijken te bouwen die in 1880 nog versterkt en verbeterd werden. Door de aanleg van de spoorlijn Keulen - Frankfurt in 1858 werd er nog een brug over de Sieg gebouwd in Buisdorf. De toenmalige bruggen over de Sieg werden in de Tweede Wereldoorlog verwoest en later weer opgebouwd in bredere vorm.
Sinds het begin van de 19de eeuw maakte Buisdorf deel uit van de Bürgermeisterei van Menden. De gemeente Buisdorf had in 1885 een oppervlakte van 441 hectare, waarvan 252 hectare akkerland, 28 hectare weiden en 44 hectare bos. In 1885 had de gemeente Buisdorf 144 woningen (waaronder onbewoonde alsook twee bewoonde wagens) en 151 huishoudens met 716 inwoners (363 mannen, 353 vrouwen). In 1885 waren er 689 katholieken in de gemeente die naar de kerk konden gaan in de parochie van Niederpleis . Er waren ook 27 protestanten die naar de kerk konden gaan in de parochies van Seelscheid en Siegburg.
De gemeente Buisdorf stond het gebied op de rechteroever van de Sieg, Deichhaus, in 1927 aan Siegburg af.
De ontwikkeling van Buisdorf versnelde in 1936 met de bouw van de Reichsautobahn van Keulen naar Frankfurt (de huidige A3), waaraan Buisdorf een afrit had. De omgeving groeide nog meer toen Bonn de hoofdstad van de Bondsrepubliek werd. Na de Tweede Wereldoorlog ontstonden tal van kleine en middelgrote bedrijven en het bevolkingsaantal groeide - ook door de vestiging van de federale overheid in de regio. Het landelijke beeld van de regio, net zoals in de hele regio van Sankt Augustin, was verdwenen en de regio had sindsdien een eerder stedelijk karakter.
Als onderdeel van de gemeentelijke herindeling van de regio Bonn (wet van Bonn) werd Buisdorf in augustus 1969 onderdeel van de nieuw opgerichte gemeente (vandaag stad) Sankt Augustin.

### Bevolkingsontwikkeling
| Jaar | Inwoners |
| ---- | -------- |
| 1816 | 380      |
| 1843 | 445      |
| 1871 | 556      |
| 1905 | 1.378    |
| 1961 | 1.917    |

## Naam
In bronnen wordt Buisdorf ook wel Bodestorp, Boitzenloh, Boitzendorf, Botzdorf, Boisdorf en Busdorf genoemd. Deze groep namen kan worden vertaald als "Hof im Walde" (hof/erf in het bos), aangezien de laaglanden van het Siegdal bedekt zijn met bos en struiken. Toen het gebied ontbost werd, ontstond zo Buisdorf. De straatnamen "In den Eichen" (in de eiken), "In der Bitze" (in het fruitboomlandschap), "Im Forst" (in het bos) en "Am Buschberg" (aan de bosberg) maken dit duidelijk.

## Bezienswaardigheden
De Sint-Joriskerk van Buisdorf van de parochie St. Martinus werd op 11 december 1976 ingewijd. Hiervoor werd er in 1975 een vereniging opgericht voor de bouw van de kerk en de eerste steen werd op 7 december van hetzelfde jaar gelegd.

## Verkeer
Buisdorf ligt direct ten noordwesten van het knooppunt "Siegburg/Bonn" aan de A3 en de A560. Daarnaast loopt de B8 (Frankfurter Straße) door Buisdorf die sinds 1 januari 2007 omgevormd is naar de L333. Hierdoor is er een gunstige situatie ontstaan voor het verkeer.

## Weblinks
- Buisdorf op de website van de stad Sankt Augustin